# Prêmio Contigo! de TV de melhor diretor
O Prêmio Contigo! de TV de melhor diretor é um prêmio oferecido anualmente desde 1996 pela Revista Contigo! ao melhor diretor(a) de novela ou minissérie.

## Vencedores
| Ano                                 | Direção                                                  | Programa                         | Emissora                         | Ref.                             |
| ----------------------------------- | -------------------------------------------------------- | -------------------------------- | -------------------------------- | -------------------------------- |
| 1996                                | Jorge Fernando                                           | A Próxima Vítima                 | TV Globo                         |                                  |
| 1997                                | A categoria não foi apresentada.                         | A categoria não foi apresentada. | A categoria não foi apresentada. | A categoria não foi apresentada. |
| 1998                                | Marcos Paulo                                             | A Indomada                       | TV Globo                         | [ 1 ]                            |
| Não houve premiação de 1999 a 2001. |                                                          |                                  |                                  |                                  |
| 2002                                | Jayme Monjardim                                          | O Clone                          | TV Globo                         | [ 2 ]                            |
| 2003                                | Marcos Paulo                                             | O Beijo do Vampiro               | TV Globo                         | [ 3 ]                            |
| 2004                                | Jayme Monjardim                                          | A Casa das Sete Mulheres         | TV Globo                         | [ 4 ]                            |
| 2005                                | Wolf Maya                                                | Senhora do Destino               | TV Globo                         | [ 5 ]                            |
| 2006                                | Luiz Fernando Carvalho                                   | Hoje É Dia de Maria              | TV Globo                         | [ 6 ]                            |
| 2007                                | Dennis Carvalho                                          | JK                               | TV Globo                         | [ 7 ]                            |
| 2008                                | Dennis Carvalho e José Luiz Villamarim                   | Paraíso Tropical                 | TV Globo                         | [ 8 ]                            |
| 2009                                | Ricardo Waddington                                       | A Favorita                       | TV Globo                         | [ 9 ]                            |
| 2010                                | Jayme Monjardim                                          | Maysa: Quando Fala o Coração     | TV Globo                         | [ 10 ]                           |
| 2011                                | Jorge Fernando                                           | Ti Ti Ti                         | TV Globo                         | [ 11 ]                           |
| 2012                                | Ricardo Waddington e Amora Mautner                       | Cordel Encantado                 | TV Globo                         |                                  |
| 2013                                | Ricardo Waddington, Amora Mautner e José Luiz Villamarim | Avenida Brasil                   | TV Globo                         | [ 12 ] [ 13 ]                    |
| 2014                                | Luiz Fernando Carvalho e Carlos Araújo                   | Meu Pedacinho de Chão            | TV Globo                         | [ 14 ] [ 15 ]                    |
| 2015                                | José Luiz Villamarim                                     | O Rebu                           | TV Globo                         | [ 16 ] [ 17 ]                    |

## Mais premiados
| Diretor(a)             | Prêmios |
| ---------------------- | ------- |
| Jayme Monjardim        | 3       |
| Ricardo Waddington     | 3       |
| José Luiz Villamarim   | 3       |
| Amora Mautner          | 2       |
| Dennis Carvalho        | 2       |
| Jorge Fernando         | 2       |
| Luiz Fernando Carvalho | 2       |
| Marcos Paulo           | 2       |